# Aspidoras albater
Aspidoras albater är en fiskart som beskrevs av Han Nijssen och Isbrücker, 1976. Aspidoras albater ingår i släktet Aspidoras och familjen Callichthyidae. Inga underarter finns listade.